# Abax
Abax är ett släkte av skalbaggar som beskrevs av Franco Andrea Bonelli 1810. Abax ingår i familjen jordlöpare.

## Bildgalleri

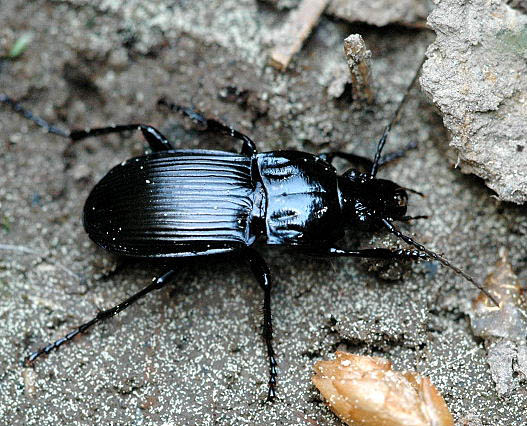
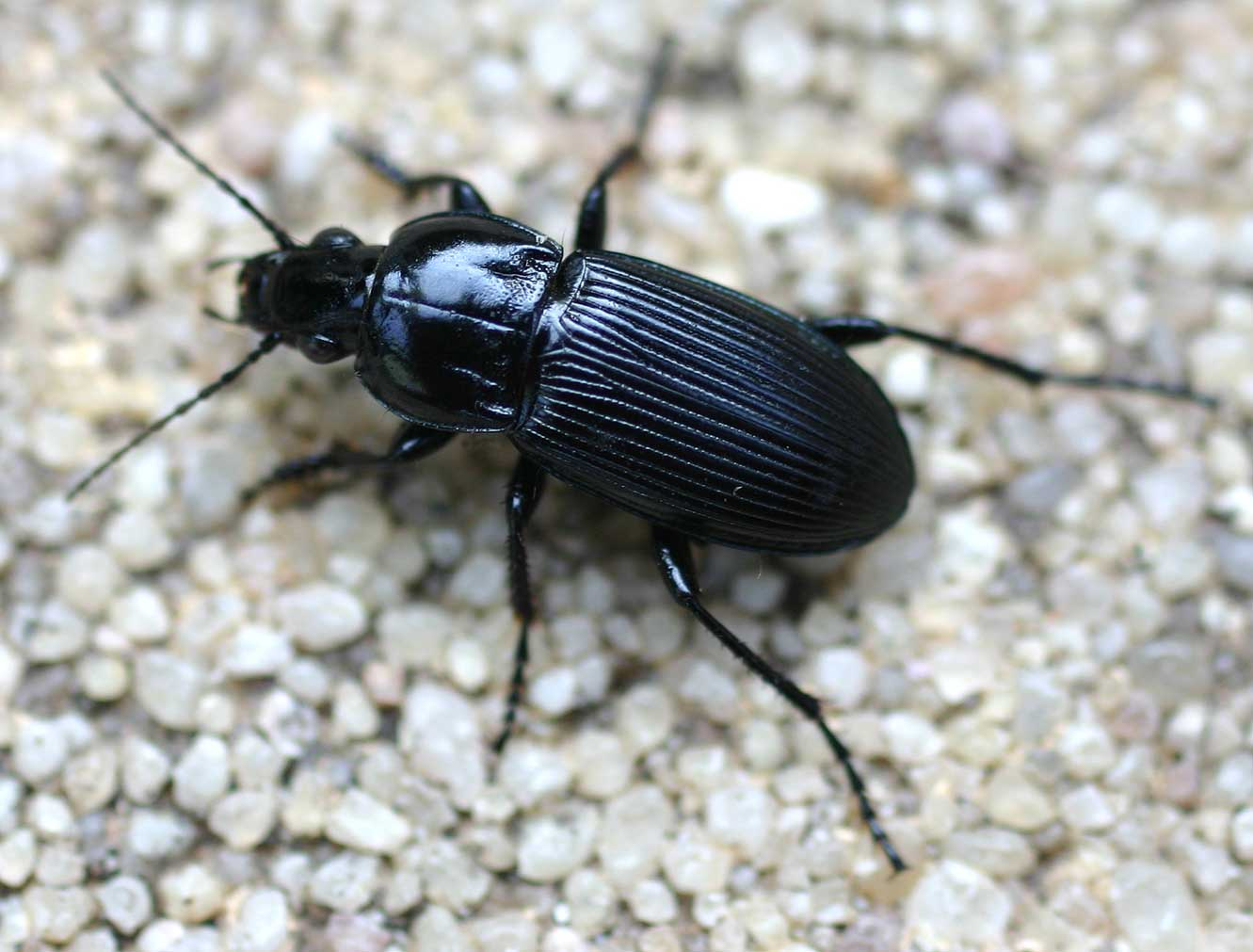

## Dottertaxa tillAbax, i alfabetisk ordning[1][2]
- Abax alabamae
- Abax alabamensis
- Abax alternans
- Abax approximatus
- Abax blatchleyi
- Abax brevoorti
- Abax constrictus
- Abax convivus
- Abax engelmanni
- Abax faber
- Abax floridensis
- Abax fucatus
- Abax furtivus
- Abax gravesi
- Abax gravidus
- Abax hermandensis
- Abax heros
- Abax hypherpiformis
- Abax incisus
- Abax iowensis
- Abax iuvenis
- Abax laevipennis
- Abax levifaber
- Abax macrovulum
- Abax morio
- Abax nonnitens
- Abax obsoletus
- Abax ovulum
- Abax parafaber
- Abax parallelepipedus
- Abax parasodalis
- Abax sallei
- Abax seximpressus
- Abax sigillatus
- Abax sinus
- Abax sodalis
- Abax spoliatus
- Abax substriatus
- Abax texensis
- Abax torvus
- Abax unicolor
- Abax whitcombi
- Abax vinctus